# Hertha Berliner Sport-Club 1985-1986
Questa voce raccoglie le informazioni riguardanti l'Hertha Berliner Sport-Club nelle competizioni ufficiali della stagione 1985-1986.

## Stagione
Nella stagione 1985-1986 l'Hertha Berlino, allenato da Uwe Kliemann, Hans Eder, Rudi Gutendorf e Jürgen Sundermann, concluse il campionato di 2. Bundesliga al 17º posto. In Coppa di Germania l'Hertha Berlino fu eliminato al primo turno dal Bayer Leverkusen.

## Rosa
| N. |                     | Ruolo | Calciatore     |
| -- | ------------------- | ----- | -------------- |
|    | Germania (bandiera) | P     | Norbert Henkel |
|    | Germania (bandiera) | P     | Andreas Köpke  |
|    | Turchia (bandiera)  | D     | Bayram Cakal   |
|    | Germania (bandiera) | D     | Alf Fistler    |
|    | Germania (bandiera) | D     | Dirk Lellek    |
|    | Germania (bandiera) | D     | Heiko Meier    |
|    | Germania (bandiera) | D     | Dieter Timme   |
|    | Germania (bandiera) | D     | Hans Weiner    |
|    | Germania (bandiera) | D     | Frank Wormuth  |
|    | Turchia (bandiera)  | C     | Ayhan Bilek    |
|    | Germania (bandiera) | C     | Jörg Blüthmann |

| N. |                     | Ruolo | Calciatore            |
| -- | ------------------- | ----- | --------------------- |
|    | Germania (bandiera) | C     | Hubert Clute-Simon    |
|    | Germania (bandiera) | C     | Axel Fischer          |
|    | Polonia (bandiera)  | C     | Roman Gajda           |
|    | Germania (bandiera) | C     | Torsten Gowitzke      |
|    | Germania (bandiera) | C     | Roland Kneißl         |
|    | Germania (bandiera) | C     | Uwe Kollmannsperger   |
|    | Germania (bandiera) | C     | Uwe Schmidt           |
|    | Germania (bandiera) | A     | Heikko Glöde          |
|    | Germania (bandiera) | A     | Gregor Grillemeier    |
|    | Germania (bandiera) | A     | Thorsten Schlumberger |
|    | Germania (bandiera) | A     | Matthias Westerwinter |

## Organigramma societario
Area tecnica
- Allenatore: Jürgen Sundermann
- Allenatore in seconda: Hans Eder
- Preparatore dei portieri:
- Preparatori atletici:

## Calciomercato

### Sessione estiva
| Acquisti | Acquisti              | Acquisti          | Acquisti |
| R.       | Nome                  | da                | Modalità |
| -------- | --------------------- | ----------------- | -------- |
| D        | Alf Fistler           | Blau-Weiß Berlin  |          |
| C        | Roland Kneißl         | TSV Ampfing       |          |
| D        | Dirk Lellek           | Werder Brema      |          |
| A        | Thorsten Schlumberger | Charlottenburg    |          |
| A        | Matthias Westerwinter | Arminia Bielefeld |          |

| Cessioni | Cessioni          | Cessioni     | Cessioni |
| R.       | Nome              | a            | Modalità |
| -------- | ----------------- | ------------ | -------- |
| D        | Horst Ehrmantraut | Homburg      |          |
| A        | Søren Skov        | Winterthur   |          |
| D        | Edi Stöhr         | Unterhaching |          |

### Sessione invernale
| Acquisti | Acquisti | Acquisti | Acquisti |
| R.       | Nome     | da       | Modalità |
| -------- | -------- | -------- | -------- |

| Cessioni | Cessioni | Cessioni | Cessioni |
| R.       | Nome     | a        | Modalità |
| -------- | -------- | -------- | -------- |

## Risultati

### 2. Bundesliga

#### Girone di andata
| Arbitro: | Amerell |

|                  |           |             |
| Schlumberger 83’ | Marcatori | 32’ Pontzen |

| Arbitro: | Boos |

|                                                       |           |                                     |
| Olaidotter 52’ Dannenberg 60’ (rig.), 80’ Kmiecik 90’ | Marcatori | 55’ (aut.) Forster 78’ Westerwinter |

| Arbitro: | Scheuerer |

|                             |           |                                     |
| Clute-Simon 48’ Fischer 72’ | Marcatori | 14’ Krella 38’ Schneider 87’ Dauber |

| Arbitro: | Jupe |

|                                                 |           |                 |
| Tripbacher 32’, 86’ Hintermaier 55’ Posipal 64’ | Marcatori | 7’ Westerwinter |

| Arbitro: | Krug |

|                             |           |  |
| Weiner 13’ Schlumberger 50’ | Marcatori |  |

| Arbitro: | Reinstädtler |

|                     |           |                       |
| Wollitz 6’ Kohn 47’ | Marcatori | 16’, 32’ Westerwinter |

| Arbitro: | Strigel |

|           |           |               |
| Timme 82’ | Marcatori | 88’ Hutwelker |

| Arbitro: | Kasperowski |

|                                                         |           |                  |
| Bakalorz 49’ (rig.) Cestonaro 59’ Hecking 79’ Scott 86’ | Marcatori | 13’ Schlumberger |

| Arbitro: | Kasperowski |

|                                           |           |  |
| Schlumberger 2’ Grillemeier 12’ Glöde 87’ | Marcatori |  |

| Arbitro: | Theobald |

|                         |           |                      |
| Hellmann 27’ Gaedke 45’ | Marcatori | 25’, 45’ Grillemeier |

| Arbitro: | Puchalski |

|                                |           |  |
| Fischer 2’ Kollmannsperger 85’ | Marcatori |  |

| Arbitro: | Bodmer |

|                                      |           |  |
| Bogdan 3’ Schütterle 38’ Günther 46’ | Marcatori |  |

| Arbitro: | Hellwig |

|  |           |               |
|  | Marcatori | 5’ Tschiskale |

| Arbitro: | Retzmann |

|                     |           |  |
| Lottermann 68’, 72’ | Marcatori |  |

| Arbitro: | Schmidhuber |

|                                            |           |                                |
| Clute-Simon 46’ Grillemeier 52’ Kneißl 64’ | Marcatori | 22’, 76’ Struckmann 27’ Decker |

| Arbitro: | Müller |

|                                          |           |  |
| Holze 7’ Marmon 20’ Linz 73’ (rig.), 79’ | Marcatori |  |

| Arbitro: | Barnick |

|                  |           |              |
| Glöde 33’ (rig.) | Marcatori | 53’ Dubovina |

| Arbitro: | Kruse |

|                      |           |            |
| Stickroth 90’ (rig.) | Marcatori | 57’ Weiner |

| Berlino 30 novembre 1985, ore 15:00 CET 19ª giornata | Hertha Berlino | 0 – 0 referto | Alemannia Aquisgrana | Stadio Olimpico (1 838 spett.)\| Arbitro: \| Jupe \| |
| Arbitro:                                             | Jupe           |               |                      |                                                      |

#### Girone di ritorno
| Arbitro: | Schütte |

|                             |           |                                           |
| Jurgeleit 66’ Buschmann 89’ | Marcatori | 43’ Gowitzke 63’ (rig.) Glöde 87’ Fischer |

| Arbitro: | Osmers |

|                 |           |                |
| Clute-Simon 51’ | Marcatori | 80’ Dannenberg |

| Arbitro: | Matheis |

|                            |           |           |
| Eickels 10’ Krstičević 59’ | Marcatori | 49’ Gajda |

| Arbitro: | Horeis |

|                  |           |                 |
| Schlumberger 51’ | Marcatori | 31’ Buchheister |

| Arbitro: | Schmidhuber |

|           |           |            |
| Fuchs 18’ | Marcatori | 84’ Lellek |

| Arbitro: | Tritschler |

|                  |           |                 |
| Glöde 70’ (rig.) | Marcatori | 21’ (rig.) Kohn |

| Arbitro: | Bruch |

|           |           |  |
| Orkas 80’ | Marcatori |  |

| Arbitro: | Broska |

|  |           |                                |
|  | Marcatori | 38’ Freudenstein 75’ Kahlhofen |

| Arbitro: | Brehm |

|  |           |                                                    |
|  | Marcatori | 46’ Grillemeier 54’ Meier 89’ Gowitzke 90’ Wormuth |

| Arbitro: | Neuner |

|                            |           |                     |
| Lellek 62’ Grillemeier 69’ | Marcatori | 34’ Bunk 75’ Gaedke |

| Arbitro: | Hellwig |

|                |           |            |
| Stockinger 49’ | Marcatori | 90’ Lellek |

| Arbitro: | Wuttke |

|                 |           |  |
| Grillemeier 30’ | Marcatori |  |

| Arbitro: | Probst |

|                                   |           |                    |
| Gentze 19’ Kügler 52’ Allievi 70’ | Marcatori | 27’ (aut.) Steeger |

| Arbitro: | Assenmacher |

|                       |           |                          |
| Gajda 51’ Schmidt 62’ | Marcatori | 38’, 75’ Trares 88’ Kuhl |

| Arbitro: | Mierswa |

|              |           |  |
| Voßnacke 49’ | Marcatori |  |

| Arbitro: | Bauer |

|                                                                   |           |               |
| Timme 18’ Fistler 42’ Schlumberger 53’ Lellek 73’ Linz 77’ (aut.) | Marcatori | 74’, 85’ Linz |

| Arbitro: | Schäfer |

|  |           |             |
|  | Marcatori | 78’ Fistler |

| Arbitro: | Werner |

|                  |           |          |
| Schlumberger 59’ | Marcatori | 86’ Sané |

| Arbitro: | Diekert |

|                               |           |  |
| Brandts 44’ (rig.) Gercke 60’ | Marcatori |  |

### Coppa di Germania
| Arbitro: | Mierswa |

|                                  |           |                                           |
| Clute-Simon 48’ Westerwinter 68’ | Marcatori | 7’ Röber 53’, 79’ Patzke 67’ Cha 85’ Götz |

## Statistiche

### Statistiche di squadra
| Competizione      | Punti | In casa | In casa | In casa | In casa | In casa | In casa | In trasferta | In trasferta | In trasferta | In trasferta | In trasferta | In trasferta | Totale | Totale | Totale | Totale | Totale | Totale | DR  |
| Competizione      | Punti | G       | V       | N       | P       | Gf      | Gs      | G            | V            | N            | P            | Gf           | Gs           | G      | V      | N      | P      | Gf     | Gs     | DR  |
| ----------------- | ----- | ------- | ------- | ------- | ------- | ------- | ------- | ------------ | ------------ | ------------ | ------------ | ------------ | ------------ | ------ | ------ | ------ | ------ | ------ | ------ | --- |
| 2. Bundesliga     | 31    | 19      | 5       | 10      | 4       | 29      | 23      | 19           | 3            | 5            | 11           | 21           | 39           | 38     | 8      | 15     | 15     | 50     | 62     | -12 |
| Coppa di Germania | -     | 1       | 0       | 0       | 1       | 2       | 5       | 0            | 0            | 0            | 0            | 0            | 0            | 1      | 0      | 0      | 1      | 2      | 5      | -3  |
| Totale            | 31    | 20      | 5       | 10      | 5       | 31      | 28      | 19           | 3            | 5            | 11           | 21           | 39           | 39     | 8      | 15     | 16     | 52     | 67     | -15 |

### Andamento in campionato
| Giornata  | 1 | 2  | 3  | 4  | 5  | 6  | 7  | 8  | 9  | 10 | 11 | 12 | 13 | 14 | 15 | 16 | 17 | 18 | 19 | 20 | 21 | 22 | 23 | 24 | 25 | 26 | 27 | 28 | 29 | 30 | 31 | 32 | 33 | 34 | 35 | 36 | 37 | 38 |
| --------- | - | -- | -- | -- | -- | -- | -- | -- | -- | -- | -- | -- | -- | -- | -- | -- | -- | -- | -- | -- | -- | -- | -- | -- | -- | -- | -- | -- | -- | -- | -- | -- | -- | -- | -- | -- | -- | -- |
| Luogo     | C | T  | C  | T  | C  | T  | C  | T  | C  | T  | C  | T  | C  | T  | C  | T  | C  | T  | C  | T  | C  | T  | C  | T  | C  | T  | C  | T  | C  | T  | C  | T  | C  | T  | C  | T  | C  | T  |
| Risultato | N | P  | P  | P  | V  | N  | N  | P  | V  | N  | V  | P  | P  | P  | N  | P  | N  | N  | N  | V  | N  | P  | N  | N  | N  | P  | P  | V  | N  | N  | V  | P  | P  | P  | V  | V  | N  | P  |
| Posizione | 9 | 17 | 19 | 20 | 16 | 16 | 16 | 18 | 15 | 17 | 13 | 16 | 17 | 17 | 19 | 19 | 19 | 18 | 18 | 16 | 16 | 17 | 18 | 17 | 17 | 18 | 18 | 18 | 18 | 17 | 16 | 18 | 18 | 18 | 16 | 17 | 17 | 17 |

Legenda:

Luogo: C = Casa; T = Trasferta. Risultato: V = Vittoria; N = Pareggio; P = Sconfitta.

### Statistiche dei giocatori
| Giocatore          | 2. Bundesliga | 2. Bundesliga | 2. Bundesliga | 2. Bundesliga | Coppa di Germania | Coppa di Germania | Coppa di Germania | Coppa di Germania | Totale   | Totale | Totale      | Totale     |
| Giocatore          | Presenze      | Reti          | Ammonizioni   | Espulsioni    | Presenze          | Reti              | Ammonizioni       | Espulsioni        | Presenze | Reti   | Ammonizioni | Espulsioni |
| ------------------ | ------------- | ------------- | ------------- | ------------- | ----------------- | ----------------- | ----------------- | ----------------- | -------- | ------ | ----------- | ---------- |
| A. Bilek           | 2             | 0             | 0             | 0             | 0                 | 0                 | 0                 | 0                 | 2        | 0      | 0           | 0          |
| J. Blüthmann       | 5             | 0             | 1             | 0             | 0                 | 0                 | 0                 | 0                 | 5        | 0      | 1           | 0          |
| B. Cakal           | 2             | 0             | 0             | 0             | 0                 | 0                 | 0                 | 0                 | 2        | 0      | 0           | 0          |
| H. Clute-Simon     | 19            | 3             | 1             | 0             | 1                 | 1                 | 0                 | 0                 | 20       | 4      | 1           | 0          |
| A. Fischer         | 33            | 3             | 2             | 1             | 1                 | 0                 | 0                 | 0                 | 34       | 3      | 2           | 1          |
| A. Fistler         | 32            | 2             | 4             | 0             | 1                 | 0                 | 0                 | 0                 | 33       | 2      | 4           | 0          |
| R. Gajda           | 21            | 2             | 2             | 0             | 0                 | 0                 | 0                 | 0                 | 21       | 2      | 2           | 0          |
| H. Glöde           | 35            | 4             | 2             | 0             | 1                 | 0                 | 0                 | 0                 | 36       | 4      | 2           | 0          |
| T. Gowitzke        | 29            | 2             | 2             | 0             | 1                 | 0                 | 0                 | 0                 | 30       | 2      | 2           | 0          |
| G. Grillemeier     | 30            | 7             | 6             | 0             | 0                 | 0                 | 0                 | 0                 | 30       | 7      | 6           | 0          |
| N. Henkel          | 4             | 0             | 0             | 0             | 1                 | 0                 | 0                 | 0                 | 5        | 0      | 0           | 0          |
| R. Kneißl          | 36            | 1             | 4             | 0             | 1                 | 0                 | 0                 | 0                 | 37       | 1      | 4           | 0          |
| U. Kollmannsperger | 17            | 1             | 1             | 0             | 1                 | 0                 | 0                 | 0                 | 18       | 1      | 1           | 0          |
| A. Köpke           | 34            | 0             | 1             | 0             | 0                 | 0                 | 0                 | 0                 | 34       | 0      | 1           | 0          |
| D. Lellek          | 25            | 4             | 4             | 0             | 0                 | 0                 | 0                 | 0                 | 25       | 4      | 4           | 0          |
| H. Meier           | 25            | 1             | 3             | 0             | 1                 | 0                 | 0                 | 0                 | 26       | 1      | 3           | 0          |
| T. Schlumberger    | 17            | 7             | 2             | 0             | 1                 | 0                 | 0                 | 0                 | 18       | 7      | 2           | 0          |
| U. Schmidt         | 7             | 1             | 1             | 0             | 0                 | 0                 | 0                 | 0                 | 7        | 1      | 1           | 0          |
| D. Timme           | 36            | 2             | 8             | 0             | 1                 | 0                 | 0                 | 0                 | 37       | 2      | 8           | 0          |
| H. Weiner          | 31            | 2             | 2             | 1             | 1                 | 0                 | 1                 | 0                 | 32       | 2      | 3           | 1          |
| M. Westerwinter    | 28            | 4             | 6             | 0             | 1                 | 1                 | 1                 | 0                 | 29       | 5      | 7           | 0          |
| F. Wormuth         | 15            | 1             | 4             | 0             | 0                 | 0                 | 0                 | 0                 | 15       | 1      | 4           | 0          |